# Sam Eisenstein

Offizielle und autorisierte Autogrammkarte von Sam Eisenstein

Sam Eisenstein (* 26. November 1972 in Mönchengladbach) ist ein deutscher Schauspieler und Künstler griechischer Abstammung.

## Leben
Sam Eisenstein war von 1996 bis 1998 zwei Jahre Stuntman bei der Fernsehserie Alarm für Cobra 11 – Die Autobahnpolizei. Danach absolvierte er eine Schauspielausbildung, auf die verschiedene Theater- und Kurzfilmprojekte folgten.
Dem Fernsehpublikum wurde er erstmals 2003 durch die Rolle des David Mc Neal in der ARD-Vorabendserie Verbotene Liebe bekannt, die er zwei Jahre lang spielte. Von Ende 2006 (Folge 71) spielte er bis 2021 (Folge 3823) in der RTL-Serie Alles was zählt die Rolle des Marian Öztürk. Zuvor wirkte er von Folge 2 bis 10 als Nebendarsteller mit.
Eisensteins Vertrag als Darsteller bei Alles was zählt wurde 2021 nach rund 15 Jahren nicht verlängert. Er klagte vor dem Arbeitsgericht Köln zur Feststellung der Unzulässigkeit von Kettenbefristungsverträgen bei Schauspielern. Mit dem Argument der „Künstlerischen Freiheit“ (Die Geschichte um seine Rolle sei auserzählt.) wehrte sich die UFA-Produktionsgesellschaft. In erster Instanz scheiterte der Schauspieler im April 2022. Auch seine Berufung war nicht erfolgreich und wurde im Januar 2023 negativ beschieden.
Verheiratet ist Sam Eisenstein seit dem 10. Oktober 2010 mit der Schauspielerin, Moderatorin und Autorin Mareike Eisenstein. Das Schauspielerehepaar hat vier Kinder, von denen zwei Söhne selbst als Jungschauspieler aktiv sind. Finn-Lennard Eisenstein (* 5. August 1996) war in diversen Fernsehproduktionen wie SOKO Köln (ZDF), SK Kölsch (Sat.1) und als Hauptdarsteller der 13-teiligen ARD-Serie Rennschwein Rudi Rüssel zu sehen. Seit 2013 produziert er im Elektro-/House Bereich unter dem Namen L3N Musik. Sein Sohn Melvin-Maximilian Eisenstein spielte von 2011 bis 2015 Hannes von Lahnstein in der ARD-Serie Verbotene Liebe.

## Künstlerische Tätigkeit
Neben seiner Karriere als Schauspieler ist Sam Eisenstein auch als bildender Künstler tätig. Er arbeitet mit Mixed-Media-Techniken, wobei seine Werke oft plastische Elemente beinhalten, die eine dreidimensionale Wirkung erzeugen. Thematisch bewegen sich seine Arbeiten zwischen Pop-Art, Humor und gesellschaftlicher Symbolik. 2024 stellte er seine Werke in der Galerie Reuer in Gladbeck aus und hatte im selben Jahr eine Vernissage in der Gallery Ehrenart in Köln. Eisenstein ist Teil des internationalen Künstlerkollektivs Artfactory-Graz und stellte unter anderem 2025 in der Art Gallery Szombathely in Ungarn aus.
Im Rahmen der Benefizaktion „Art’n’Schutz“ wurde eines seiner Werke – Die Ibiza-Giraffe – im Jahr 2023 in der Galerie Walentowski in Werl für einen guten Zweck versteigert. Der Erlös ging an Tier- und Artenschutzprojekte. (e.V. Promis für Tiere)

## Filmografie (Auswahl)
- 1996–1998: Alarm für Cobra 11 – Die Autobahnpolizei
- 2003–2005: Verbotene Liebe, ARD-Serie, Hauptcast: David McNeal
- 2006–2021: Alles was zählt, RTL-Serie (Folgen: 2–3823), Hauptcast: Marian Öztürk
- 2019: Bettys Diagnose, ZDF-Serie, Folge 102 „Neubeginn“. Episodenhauptrolle Moritz Köhler